# Shelton (Washington)
Shelton is een plaats (city) in de Amerikaanse staat Washington, en valt bestuurlijk gezien onder Mason County.

## Demografie
Bij de volkstelling in 2000 werd het aantal inwoners vastgesteld op 8442.
In 2006 is het aantal inwoners door het United States Census Bureau geschat op 9236, een stijging van 794 (9.4%).

## Geografie
Volgens het United States Census Bureau beslaat de plaats een oppervlakte van
15,3 km², waarvan 14,4 km² land en 0,9 km² water. Shelton ligt op ongeveer 37 m boven zeeniveau.

## Plaatsen in de nabije omgeving
De onderstaande figuur toont nabijgelegen plaatsen in een straal van 28 km rond Shelton.